# 부산광역시도 제63호선
부산광역시도 제63호선은 부산광역시 영도구 동삼동 태종대입구 교차로와 중구 중앙동4가 세관삼거리를 잇는 부산광역시도이다.
영도의 동측부 간선도로이며 영도에서 교통량이 제일 많은 도로이다.

## 경유하는 도로
- 태종로 - 대교로

## 경유지
부산광역시
- 영도구 - 중구

## 노선
| 구간           | 이름                             | 접속 노선                                     | 소재지     | 소재지 | 비고            |
| -------------- | -------------------------------- | --------------------------------------------- | ---------- | ------ | --------------- |
| 태종로         | 태종대앞 교차로                  | 전망로 감지해변길 태종로833번길 태종로836번길 | 부산광역시 | 영도구 | 시점            |
| 태종로         | 태종대온천                       |                                               | 부산광역시 | 영도구 |                 |
| 태종로         | 해양대삼거리 (한국해양대학교)    | 해양로                                        | 부산광역시 | 영도구 |                 |
| 태종로         | 동삼교회앞삼거리                 | 와치로                                        | 부산광역시 | 영도구 |                 |
| 태종로         | (동삼혁신지구입구)               | 동삼로                                        | 부산광역시 | 영도구 |                 |
| 태종로         | 해경 교차로                      | 동삼동로 해양로 동삼로106번길                 | 부산광역시 | 영도구 |                 |
| 태종로         | 동삼삼거리                       | 동삼로                                        | 부산광역시 | 영도구 |                 |
| 태종로         | 영도구청                         |                                               | 부산광역시 | 영도구 |                 |
| 태종로         | (이름 없음)                      | 일산봉로                                      | 부산광역시 | 영도구 |                 |
| 태종로         | 신한기공사앞삼거리               | 산업로                                        | 부산광역시 | 영도구 |                 |
| 태종로         | 부산저유소삼거리                 | 부산광역시도 제66호선 (부산항대교) 해양로     | 부산광역시 | 영도구 | 상부 영도고가교 |
| 태종로         | 경남조선앞삼거리                 | 봉래나루로                                    | 부산광역시 | 영도구 | 상부 영도고가교 |
| 태종로         | 봉래 교차로                      | 태종로 번영길 대교로2번길                     | 부산광역시 | 영도구 | 상부 영도고가교 |
| 대교로         | 봉래 교차로                      | 태종로 번영길 대교로2번길                     | 부산광역시 | 영도구 |                 |
| 부산대교       |                                  |                                               | 부산광역시 | 영도구 |                 |
| 중구           |                                  |                                               | 부산광역시 |        |                 |
| 연안부두삼거리 | 부산광역시도 제6301호선 (대청로) |                                               | 부산광역시 |        |                 |
| 세관삼거리     | 부산광역시도 제71호선 (충장대로) | 종점                                          | 부산광역시 |        |                 |

## 같이 보기
- 태종대
- 부산대교